# Sjugarna (naturreservat)
Sjugarna är ett naturreservat i Gävle kommun i Gävleborgs län.
Området är naturskyddat sedan 2006 och är 124 hektar stort. Reservatet består av myren Sjugarn och gran och lövträd.